# Otto Höhne (Generalmajor)

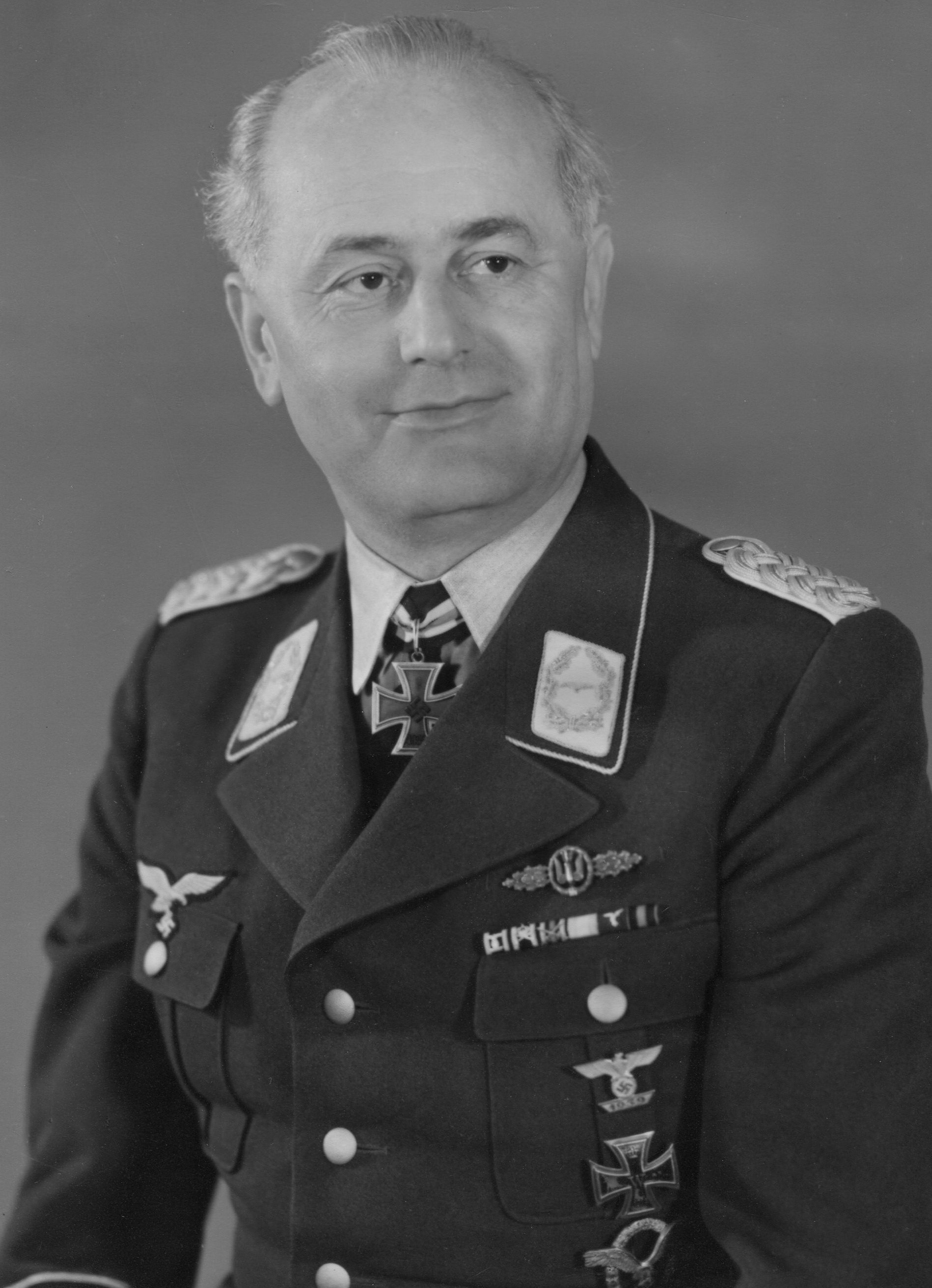
Generalmajor Otto Hoehne, 1944 als Kommandeur der Luftkriegsschule 4 in Fürstenfeldbruck

Otto Paul Wilhelm Höhne (* 30. April 1895 in Woinowitz, Landkreis Ratibor; † 22. November 1969 in Jachenau) war ein deutscher Generalmajor der Luftwaffe im Zweiten Weltkrieg.

## Leben
Höhne entstammte einer Chemiker-Familie mit Zuckerfabrik in Oberschlesien. Er besuchte das Gymnasium in Ratibor bis zur Mittleren Reife und begann danach ein Technikstudium.
Mit Beginn des Ersten Weltkriegs trat Höhne zum 1. August 1914 als Einjährig-Freiwilliger in das Grenadier-Regiment „König Friedrich Wilhelm IV.“ (1. Pommersches) Nr. 2 der Preußischen Armee in Stettin ein. Mitte September 1914 folgte seine Versetzung zum 6. Pommerschen Infanterie-Regiment Nr. 49 in Gnesen und er nahm mit dem Ersatzbataillon an den Grenzkämpfen gegen die russischen Streitkräfte teil. Ab Ende Oktober 1914 war Höhne mit dem Regiment an der Westfront in Frankreich bei Soissons und in Flandern bei Ypern im Einsatz. Am 11. November 1914 verwundet und gleichzeitig an Ruhr erkrankt, war er im Lazarett und erst im März 1915 wieder dienstfähig. Höhne kehrte daraufhin zum Ersatzbataillon des Regiments nach Gnesen zurück, wurde am 15. Mai 1915 zum Leutnant der Reserve befördert und in das Landwehr-Infanterie-Regiment Nr. 65 an die Ostfront versetzt.
Ende August 1915 kam Höhne zur Flieger-Ersatz-Abteilung in Köln und absolvierte die Fliegerschule in Krefeld. Im März 1916 folgte seine Versetzung zum Kampfgeschwader der Obersten Heeresleitung Nr. 4 auf dem Kriegsschauplatz Verdun. September 1916 versetzt zur Jagdstaffel 1, ab 29. August 1916 zur Jagdstaffel 2 (Boelcke) als Jagdflieger. Dort erzielte Höhne am Abend des 16. September mit einem der neu eingetroffenen Albatros-Doppeldecker den ersten Luftsieg auf diesem Flugzeugtyp. Am 10. Januar 1917 an der Somme-Front im Luftkampf verwundet, wurde er nach seiner Gesundung im Juli 1917 Fluglehrer an der Jagdfliegerschule 2 in Brüssel. Im Oktober 1917 versetzte man ihn zur Jagdstaffel 1 an die Italienfront. Ab Januar 1918 war Höhne zunächst Staffelführer der Jagdstaffel 59, dann der Jagdstaffel 2 (Boelcke) in Flandern. Im März stürzte er erneut mit dem Flugzeug ab und war von April bis September 1918 Lehrer an der Jagdfliegerschule Nr. 1 in Valenciennes. Ab Oktober 1918 fungierte Höhne als Jagdstaffelführer der Kampfeinsitzerstaffel Bitsch bei Straßburg bis Kriegsende. Während des Krieges hatte Höhne sechs anerkannte Flugzeugabschüsse erzielt. Für sein Wirken erhielt er neben beiden Klassen des Eisernen Kreuzes das Ritterkreuz des Königlichen Hausordens von Hohenzollern mit Schwertern sowie das Verwundetenabzeichen in Schwarz.
Nach dem Krieg erwarb Höhne das Reifezeugnis und schloss sein Ingenieurstudium an der Staatlichen Höheren Maschinenbauschule in Stettin mit dem Examen im Allgemeinen Maschinenbau und Elektrotechnik ab. Bis 1933 war er als Betriebsingenieur, Betriebsleiter und Fabrikdirektor größerer Werke tätig.
Ab Januar 1933 war Höhne als Leiter der getarnten Flugzeugführerschule Breslau-Gandau tätig. Am 1. März 1935 wurde er unter Beförderung zum Hauptmann zum Militärdienst reaktiviert und als Flugkapitän zur Bomberschule in Lechfeld abkommandiert. Mitte Dezember 1935 wurde er Major und als Lehrer und Adjutant an die Bomberschule Fassberg versetzt. Von April 1936 bis März 1937 diente Höhne als Staffelkapitän im Kampfgeschwader 27 „Boelcke“ in Wunstorf am Steinhuder Meer. Ab April 1937 bis Mai 1940 führte er als Kommandeur die I. Gruppe des Kampfgeschwaders 254 in Diepholz, die später nach Fritzlar verlegt und in I. Gruppe/Kampfgeschwader 54 umbenannt wurde.
Im Juli 1939 reiste Höhne als Kurier des Auswärtigen Amtes nach Japan, von wo er erst nach Ende des Überfalls auf Polen im Oktober 1939 auf seinen Dienstposten zurückkehren konnte.
Bei der Bombardierung von Rotterdam des Kampfgeschwaders 54 am 14. Mai 1940 führte Höhne als Oberstleutnant eine der beiden Kolonnen und erkannte als einziger die roten Leuchtzeichen der deutschen Fallschirmjäger, die signalisierten, dass die Holländer kapituliert hatten. Höhne drehte mit seiner Kolonne im letzten Moment ab und verhinderte damit noch weiteren Schaden für die ohnehin schon schwer getroffene Innenstadt. Ab Juni 1940 war er Kommodore des Kampfgeschwaders 54 auf dem westlichen Kriegsschauplatz und erhielt am 5. September 1940 das Ritterkreuz des Eisernen Kreuzes. Im Januar 1941 wurde Höhne zum Oberst befördert.
Nach Absturz mit einem Heinkel-He-111-Bomber am 15. August 1941 folgten zwei Jahre Lazarettaufenthalt. Ab 1. September 1943 bis zur Kapitulation im Mai 1945 war er Kommandeur der Luftkriegsschule 4 Fürstenfeldbruck mit Beförderung zum Generalmajor im April 1944.
Seinen Lebensabend verbrachte er in Jachenau in Oberbayern.
Höhne war zweimal verheiratet mit drei Kindern aus erster und zwei aus zweiter Ehe, darunter Claudia Gudelius, geb. Höhne.